# Anders And-universet
 Denne artikel bør gennemlæses af en person med fagkendskab for at sikre den faglige korrekthed.

| Portal | Portal:Disney |

Anders And-universet er skabt omkring historiens figurer, først og fremmest Anders And og er siden udvidet med en række andre figurer. Historierne er lavet af mange forskellige forfattere og tegnere, og ved at samle de enkelte historier i samme univers kan både producenter og læsere nemt sætte sig ind i den enkelte historie.

## Steder

### Andeby
Andeby (engelsk: Duckburg) er en opdigtet by, skabt af Carl Barks i Disneys tegneserier. Byen ligger i den opdigtede stat Calisota, som er en blanding af staterne Californien og Minnesota. Størstedelen af historierne i Anders And-universet tager udgangspunkt i Andeby, da bl.a. Anders And, Joakim von And, Rip, Rap og Rup And, Andersine And og en række andre figurer bor der. I historien er Andeby grundlagt af Kornelius Blisand Anders And's forfader.
På det amerikanske originalsprog bor musene Mickey Mouse, hans nevøer Mik og Mak, kæresten Minnie Mouse og hans ven Fedtmule og andre figurer i et museunivers i byen Mouseton. I de danske oversættelser har man ladet dem alle bo i Andeby, måske fordi der på et tidspunkt kom historier, hvor de optrådte i hinandens univers.

#### Andeby Park
Andeby Park er en park  i Andeby. Parken en central del af næsten alle de skattejagter, der foregår i Andeby.
I parken står Kornelius Blisands statue, der er rejst af Joakim von And. Den forestiller byens grundlægger Kornelius Blisand. Siden den spillede en vigtig rolle i en historie af Carl Barks har den været en vigtig del af Andebys udseende, når senere tegnere som f.eks. Don Rosa har skullet tegne byen i luftperspektiv. Statuen sås første gang i WDC 138-02 af Carl barks – udgivet på dansk i Anders And & co. nr. 10 fra 1952. 

#### Georg Gearløs' Værksted
Georg Gearløs' Værksted er det sted, hvor Georg Gearløs laver sine fantastiske opfindelser. Der er som regel rodet, og han har sin berømte tænkehat stående på et stativ, som han tager på hovedet, når han skal tænke over en ide.

#### Hestebremsebakken
Hestebremsebakken (engelsk: Killmule Hill/Killmotor Hill) er den bakke, hvor Joakim von Ands pengetank har adresse. Oprindeligt lå her Andebyfortet, der blev grundlagt af Kornelius Blisand. Efter Kornelius' død oprettede hans søn, Clinton Blisand, Grønspætte-militsen, der havde til opgave at beskytte Andeby. Den blev senere lavet om til  spejderkorpset Grønspætterne og fik Andeby fortet som hovedkvarter. Joakim von And købte i 1902 bakken af Klement Blisand, Kornelius' barnebarn, så han kunne bygge sin pengetank på stedet.
Bakken blev, da Joakim von And ankom, omdøbt til Bilbremsebakken, fordi han havde undladt at installere bremser på sin nye dampbil for at spare penge. Det resulterede i, at bilen ramte ned i en nærliggende gård, Bedstemor Ands gård.

#### Margarinefabrikken
Margarinefabrikken er det sted, hvor Anders And arbejder i mange serier, selvom der ingen grænser er for de mange forskellige job, han har prøvet uden held med katastrofale følger. På denne fabrik er der ingen grænser for, hvad der kan gå galt, især Vicar har tegnet adskillige historier om dette.
Begrebet kommer på dansk fra Barks-serien WDC 165-01, første gang trykt på dansk i AA&Co. nr. 2/1955. På første side i denne dansksprogede serie siger Anders, at han arbejder på margarinefabrikken – (i originaludgaven "the Skunk-Oil Factory"). Dette er senere brugt af Gutenberghus/det nuværende Egmont i mange serier. 

#### Paradisæblevej
Paradisæblevej er den gade, hvor Anders And bor med nevøerne Rip, Rap og Rup på nr. 111. Det er en vej med mest etplanshuse, hans nabo er Knahrvorn. De skændes altid.

#### Pengetanken
Pengetanken er Joakim von Ands berømte kontorbygning og pengelager i Andeby i Anders And-universet. Tanken har adresse på Hestebremsebakken, der senere omdøbes til Bilbremsebakken. I tanken opbevarer Joakim alle sine penge i en stor hvælving. Udover kontorlokaler og hvælv har Pengetanken også en bolig til Joakim i den øverste etage. Pengetanken er hjertet af von Ands verdensomspændende finansimperium. "Pengetank" er også blevet et begreb i dagligsproget.

#### Von And-bygningen
Von And-bygningen er en skyskraber ejet af Joakim von And, ikke at forveksle med pengetanken, hvor han også har sit kontor i en af de øverste etager med sekretæren Frøken Rappesen og bogholderen Spareby som faste ansatte. Herfra styres alle hans virksomheder, og hans første 25-øre står der nogle gange i en glasmontre.

#### Øvrige steder
- Andeby dæmningen
- Andeby Bank
- Kirsebærvænget
- Fortunaparken
- Andeby Fængsel
- Andeby Rådhus
- Aristokratlogen
- Milliardærklubben

### Brutopia
Brutopia er et fiktivt land i Anders And-universet, der blev skabt af Carl Barks i 1957. Det minder meget om et russisk eller sibirisk land, og Barks skabte landet som en parodi på disse. Don Rosa hævder at Brutopia er 1/3 af det østlige Rusland.[kilde mangler]
Den brutopianske ambassadør i Andeby har et billede på væggen med Krumlin-fængslet. Dette blev dog for meget for den danske oversætter eller udgiver og er fjernet i de fleste danske udgaver.

### Calisota
Calisota er en opdigtet stat i Anders And-universet. Navnet er en blanding af "Californien" og "Minnesota" – derfor kan alle vejrtyper forekomme. Mange tegnere har vist, hvor Andeby ligger i deres serier, og Calisota er af Don Rosa bestemt til at være den nordlige tredjedel af det kendte Californien  – stødende op til Californien, Nevada og Oregon. I Calisota ligger blandt andet byer som Andeby og Gåserød.

### Gåserød
Gåserød er Andebys naboby. De to byer er tit og ofte i kamp med hinanden, både med forskellige former for sport, men også i aviser og andre medier hvor de sviner hinanden til. Ingen ved rigtigt hvilken by der er størst af de to, men de er i hvert fald de største i Calisota.
Flere gange har Anders And været nødt til at flygte til byen, på grund af problemer og uheld i Andeby.

## Paradokser og kontinuitet
Anders And-universet er kendetegnet for sin manglende kontinuitet, dvs. inkonsistens mellem de enkelte historier. I store fortælleuniverser, hvor mange forfattere arbejder på den samme historie over mange år kan manglende kontinuitet være et omfattende problem. I Anders Ands og Andebys univers er der flere paradokser, der er meningsløse, men er nødvendige for at støtte fortællingen eller er opstået fordi flere forskellige adskilte handlinger skal flettes sammen.
Paradokser:
- Anders And tager sin trøje af og tager badebukser på, når han skal bade[3].
- Andeby hedder Andeby selvom der kun er ca. 10 ænder i byen[4]. - byen er dog grundlagt af en and.
- Rip, Rap og Rup fodrer ænderne i parken på trods af, at de selv er ænder.
- Anders And er i familie med Fætter Højben og Fætter Guf, selvom Anders er en and, og Guf er en gås[4].
- Fedtmule og Pluto er begge hunde, men den ene kan tale og har tøj på, mens den anden hverken har tøj eller kan tale.
- Mickey Mouse er lige så stor som Anders And, på trods af, at Mickey Mouse er en mus, mens Anders And er en and.
- Joakim von And kommer fra en gammel skotsk (fattig) adelig familie, alligevel hedder han von And som er tysk i stedet for mcAnd som er skotsk.